# Modliszka liściogłowa

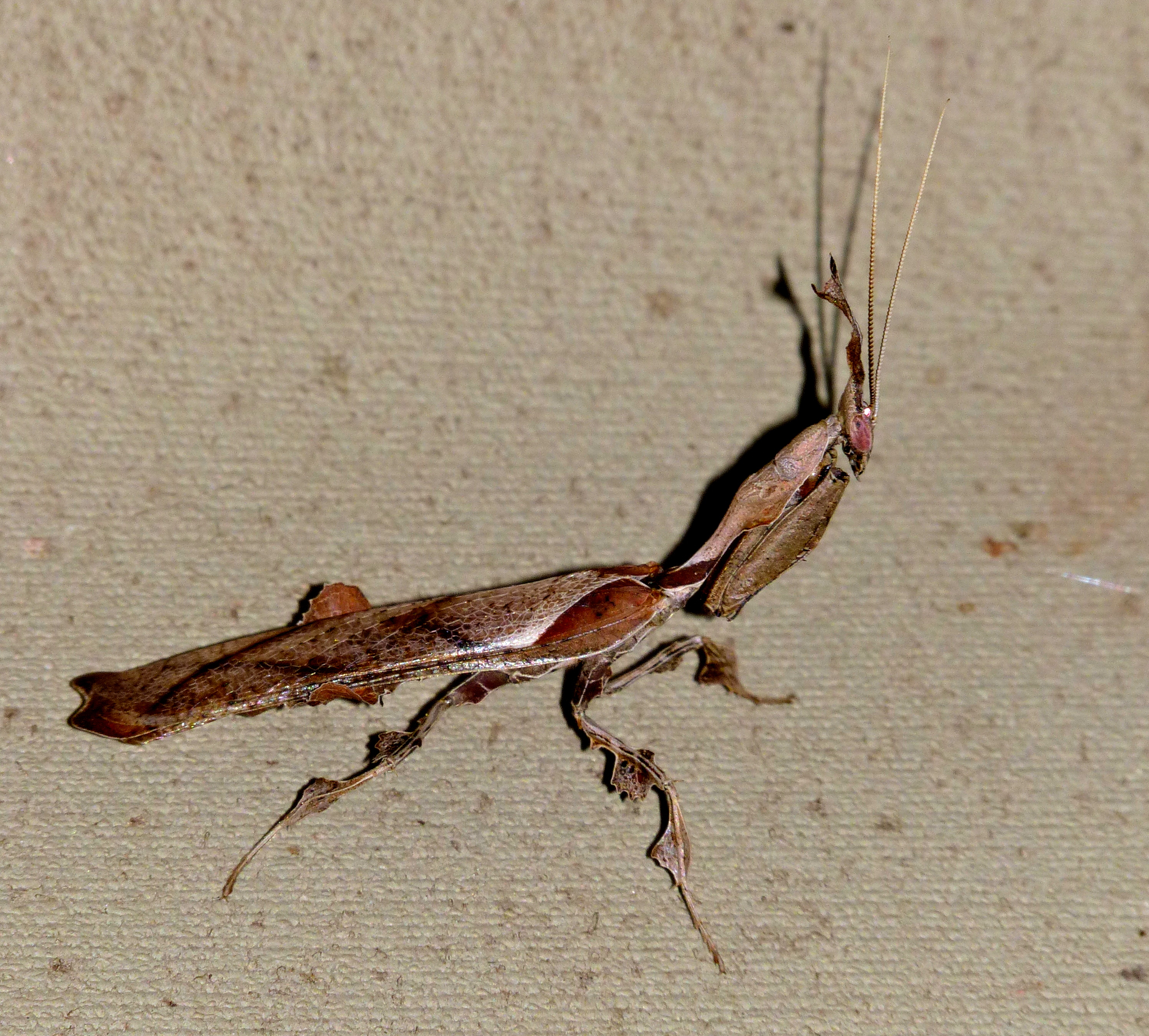
Dorosły samiec

Modliszka liściogłowa (łac. Phyllocrania paradoxa) – gatunek niewielkich modliszek, jeden z trzech przedstawicieli rodzaju Phyllocrania. Występuje w Afryce na południe od Sahary i na Madagaskarze.

## Opis
Modliszka ta formą i ubarwieniem imituje zwiędły liść. Postać dorosła osiąga 4,5 do 5 cm długości. Występuje dymorfizm płciowy. Samce są smuklejsze od samic, mają dłuższe czułki i węższy odwłok, który składa się z 8 członów (u samic 6). Istnieje wiele odmian barwnych, od bardzo ciemnego brązu graniczącego z czernią, poprzez rozmaite odcienie brązu aż do szarozielonego. Ubarwienie jest determinowane wilgotnością i temperaturą otoczenia. Przy niskiej wilgotności i wysokiej temperaturze modliszka będzie ciemnobrązowa, przy wysokiej wilgotności i niskiej temperaturze przybierze kolor zielony.
W sytuacji bezpośredniego zagrożenia, większe larwy i dorosłe samiczki mogą reagować tanatozą, tzn. udają martwe, podczas gdy dorosłe samce aktywnie uciekają.